# Лаекенська декларація
Лаекенська декларація (Laeken Declaration) в грудні 2001 року, через рік після Ніццького договору та Ніццької декларації, що закликала до продовження інституційної реформи, Європейська Рада ухвалила в Лаекені (Бельгія) декларацію про майбутнє Європи. Лаекенська декларація оголосила план реформування Європейського Союзу, з метою зробити його демократичнішим, прозорішим та ефективнішим.
У декларації сформульовано 60 питань щодо майбутнього Європи, всі вони стосуються чотирьох основних тем: визначення та розподіл повноважень, спрощення договорів, інституційна структура та створення Конституції для громадян ЄС. Згідно з Лаекенською декларацією було скликано Конвент за майбутнє Європи, який працював над проектом Конституції і представив свої пропозиції на Європейській Раді в Салоніках у червні 2003 року (див. також «Європейська Конституція»).